# Verstärkte spontane Emission

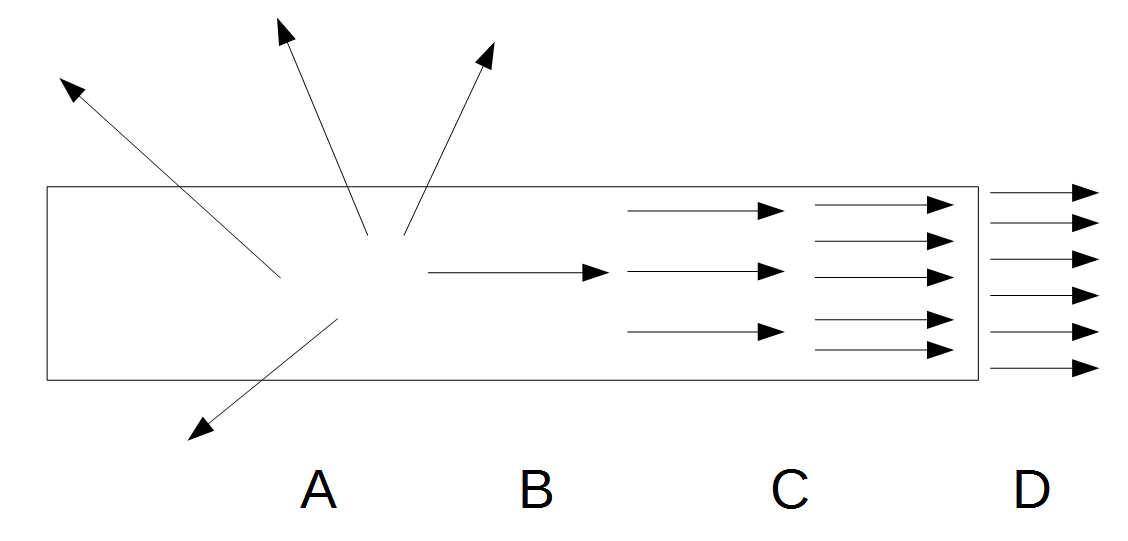
Schema eines Superstrahlers
A: Spontane Emissionen in verschiedene Richtungen
B: Spontane Emission in Richtung der Resonatorachse
C: spontane Emission wird durch stimulierte Emission verstärkt
D: emittiertes Licht

Verstärkte spontane Emission, auch Superlumineszenz oder Superstrahlung bzw. englisch Amplified spontaneous emission, kurz ASE ist durch spontane Emission erzeugtes Licht, welches durch stimulierte Emission in stabförmigen Medien mit Besetzungsinversion in Richtung der Stabachse optisch verstärkt wurde. Dabei wird die Besetzungsinversion in der Regel durch optisches Pumpen erzeugt. Der Effekt tritt in Lasermedien und optischen Verstärkern auf. Die ASE kann sich in beiden Richtungen der Resonatorachse ausbreiten.
Je nach Anwendung, kann die verstärkte spontane Emission gewünscht oder unerwünscht sein.
Bei einem Superstrahler, der Vorstufe eines Lasers, ist der Effekt erwünscht und führt zu einfachen Aufbauten ohne Laserresonator. Generell ist der Effekt für selbstanschwingende Laser notwendig. Die Rückkopplung der Superlumineszenz im Laserresonator führt zur Laseraktivität, wenn die Laserschwelle überschritten wird.
Die verstärkte spontane Emission verursacht Rauschen in optischen Verstärkern und begrenzt so die Übertragungsgeschwindigkeit in Lichtwellenleitern. In Extremfällen kann sie zur Selbstzerstörung eines optischen Verstärkers führen, zumindest begrenzt sie die maximale Stufenverstärkung.
Beim Scheibenlaser begrenzt der Effekt die Leistung. Bei gütegeschalteten Lasern führt der Effekt zu Leistungsverlust, da so auch bei gesperrtem Güteschalter durch spontane Photonen stimulierte Emission auftritt und die Inversion bereits teilweise abgebaut wird, bevor der Güteschalter öffnet.
In Hochleistungs-CPA-Lasern mit Spitzenleistungen von einigen Terawatt bis Petawatt, wie zum Beispiel beim POLARIS Lasersystem, limitiert die verstärkte spontane Emission den zeitlichen Intensitätskontrast. Aufgrund der Komprimierung der während der Verstärkung gestreckten Laserpulse verursacht die verstärkte spontane Emission einen deutlich längeren Puls, welcher sich zum Teil zeitlich vor dem eigentlichen Laserpuls befindet. Durch die hohen Intensitäten im Fokus von bis zu 10^22 W/cm² ist die ASE oftmals ausreichend, um die gewünschte Laser-Target-Wechselwirkung signifikant zu stören oder sogar zu verhindern.